# Best kept secrets 1987-1996
Best kept secrets 1987-1996 är ett samlingsalbum från Def Leppard 1996.

## Låtlista
1. Billy's Got a Gun (live)
2. Rocket (lunar mix)
3. Armageddon It (remix)
4. Pour Some Sugar on Me (remix)
5. Animal (extended version)
6. Love and Affection(live)
7. Excitable (orgasmic mix)
8. Tear it Down
9. Little Wing
10. You Can't Always Get What You want
11. Tonight(akoustic)
12. S.M.C
13. Miss yo in a Heartbeat (Phil's demo)
14. Ziggy stardust (live akoustic)